# Fontaine-les-Coteaux
Fontaine-les-Coteaux ist eine französische Gemeinde mit 326 Einwohnern (Stand: 1. Januar 2022) im Département Loir-et-Cher in der Region Centre-Val de Loire; sie gehört zum Arrondissement Vendôme und zum Kanton Le Perche. Die Einwohner werden Lunotiers genannt.

## Geographie
Die Gemeinde Fontaine-les-Coteaux liegt etwa 20 Kilometer westlich von Vendôme und 44 Kilometer nordwestlich von Blois. Im Südosten reicht das Gemeindegebiet bis in das Loirtal heran. Nachbargemeinden von Fontaine-les-Coteaux sind Cellé im Nordwesten und Norden, Savigny-sur-Braye im Norden, Lunay im Osten, Montoire-sur-le-Loir im Osten und Süden sowie Troo im Westen.

## Bevölkerungsentwicklung
| Jahr                       | 1962 | 1968 | 1975 | 1982 | 1990 | 1999 | 2006 | 2014 | 2022 |
| -------------------------- | ---- | ---- | ---- | ---- | ---- | ---- | ---- | ---- | ---- |
| Einwohner                  | 470  | 435  | 366  | 337  | 353  | 343  | 381  | 356  | 326  |
| Quellen: Cassini und INSEE |      |      |      |      |      |      |      |      |      |

## Sehenswürdigkeiten
- Kirche Saint-Pierre
- Arboretum La Fosse

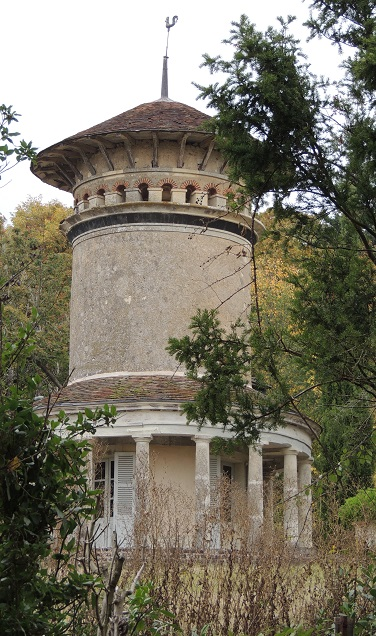
Taubenturm der Domaine de la Fosse